# Nymphon pilosum
Nymphon pilosum is een zeespin uit de familie Nymphonidae. De soort behoort tot het geslacht Nymphon. Nymphon pilosum werd in 1902 voor het eerst wetenschappelijk beschreven door Mobius. 